# Rötsvampar

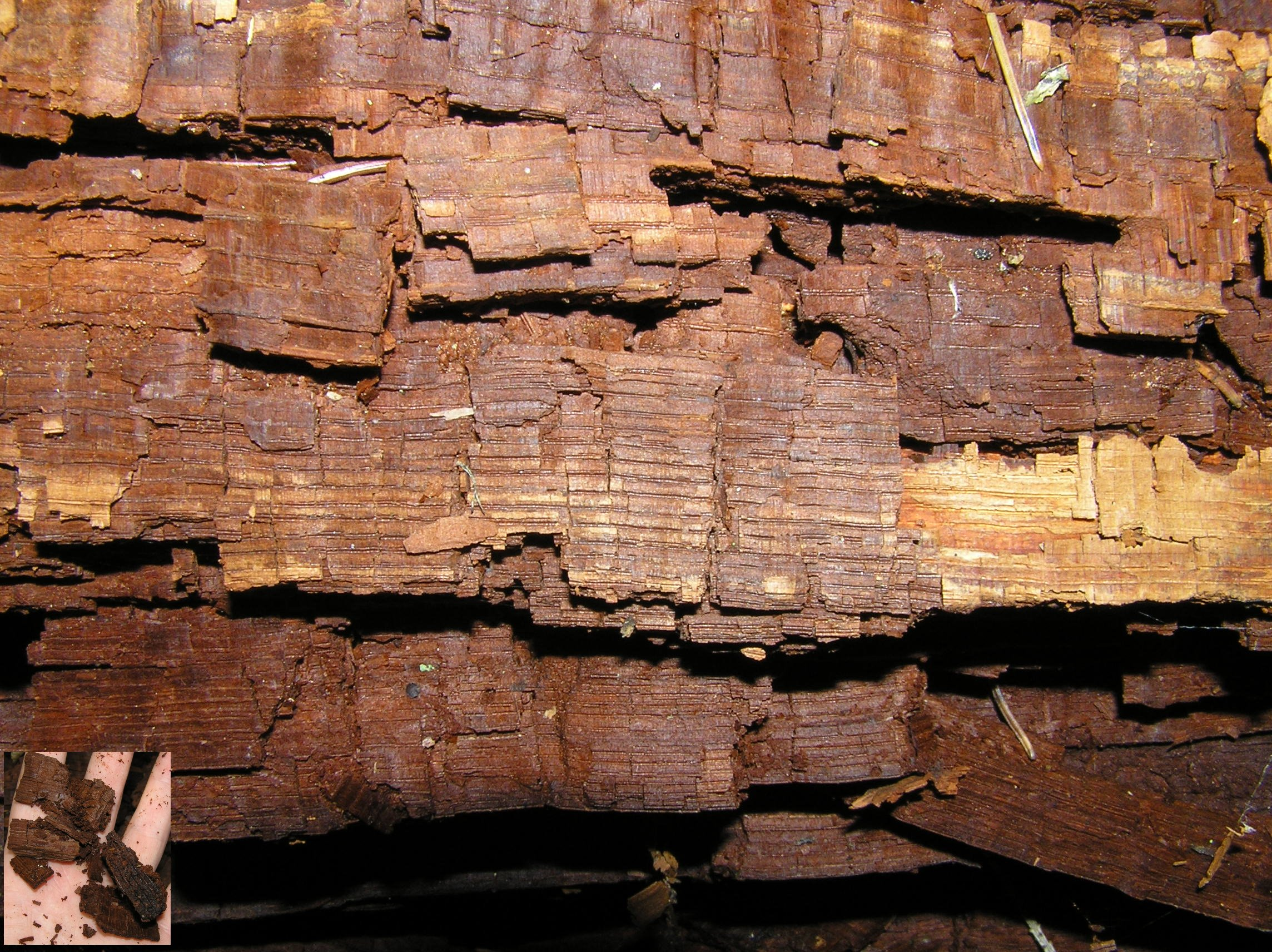
Brunröta på ek. Typiskt "fyrkantig" struktur.

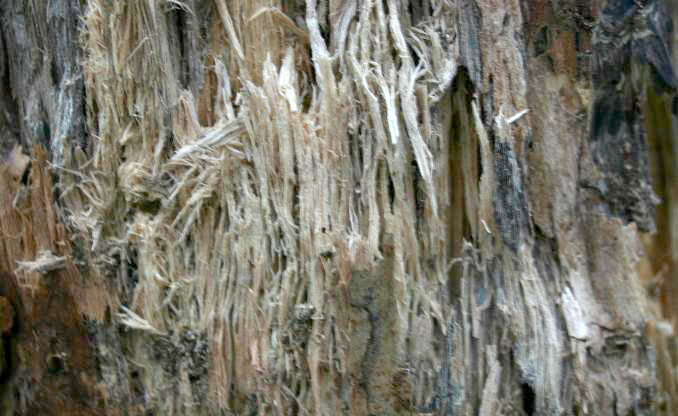
Vitröta på björk. Typiskt trådig struktur.

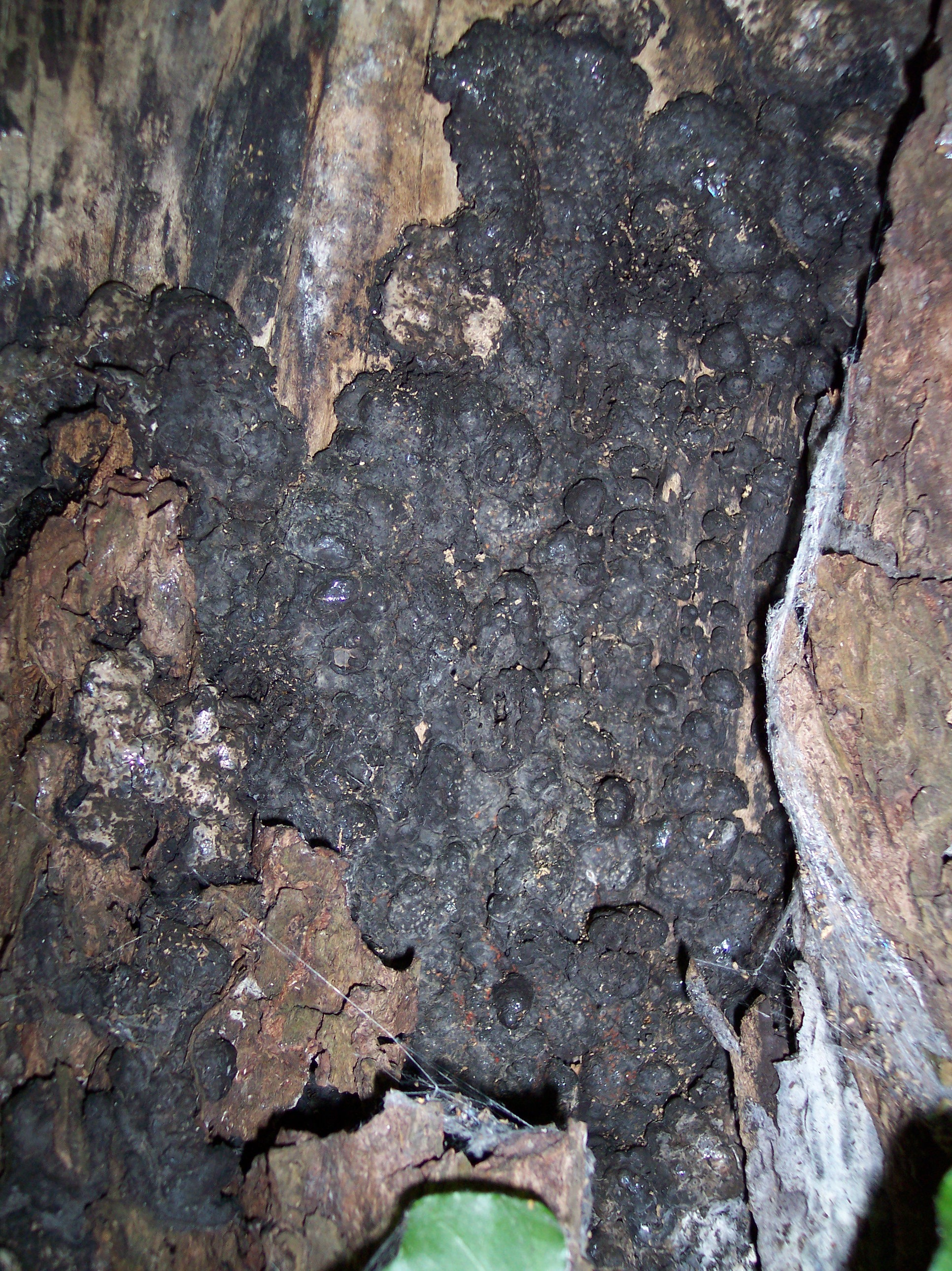
Mjukröta orsakad av stubbdyna.

Rötsvampar är svampar som orsakar röta på trä och får detta att "murkna". En del rötsvampar angriper levande trä, som honungsskivling, medan andra angriper dött trä. Rötsvampar kan indelas efter de typer av röta de framkallar, varav de bäst kända är:
- Brunrötesvampar, basidiesvampar som bryter ner cellulosa och hemicellulosa. Färgen blir brunaktig då ligninet inte bryts ner. Vanligast på barrträd.
- Vitrötesvampar, basidiesvampar (och några sporsäckssvampar) som även bryter ner lignin, varvid rötan får en ljus färg. Vanligast på lövträd.
- Mjukrötesvampar, som tillhör sporsäckssvamparna (eller de imperfekta svamparna[1]). Förekommer under fuktigare och mera syrefattiga förhållanden.